# El Aïoun Sidi Mellouk
El Aïoun Sidi Mellouk oder El Aioun Sidi Mellouk (Zentralatlas-Tamazight ⵍⵄⵢⵓⵏ ⵙⵉⴷⵉ ⵎⵍⵍⵓⴽ; arabisch العيون سيدي ملوك) ist eine ca. 40.000 Einwohner zählende Stadt in der Provinz Taourirt in der Region Oriental im Nordosten Marokkos.

## Lage und Klima
El Aïoun Sidi Mellouk liegt auf dem Nordufer des Oued Za im Nordosten Marokkos an der verkehrsreichen Strecke Fès-Taza-Guercif-Oujda in einer hügeligen bis bergigen Umgebung in einer Höhe von etwa 605 m. Das Klima ist halbwüstenartig; der eher spärliche Regen (ca. 275 mm/Jahr) fällt – abgesehen von wenigen Sommergewittern – eigentlich nur in den Wintermonaten.

## Bevölkerung
| Jahr      | 1994   | 2004   | 2014   | 2024   |
| Einwohner | 30.789 | 34.767 | 41.832 | 40.652 |

Ursprünglich nur ein kleiner Berberort, ist El Aïoun Sidi Mellouk seit der Protektoratszeit und vor allem nach der Unabhängigkeit Marokkos durch Zuwanderung von Menschen aus dem östlichen Rifgebirge enorm gewachsen. Man spricht Berberdialekte oder Marokkanisches Arabisch.

## Wirtschaft
War die Region jahrhundertelang hauptsächlich Nomaden- oder Halbnomadengebiet, so hat sich erst im 20. Jahrhundert die Sesshaftigkeit weitestgehend durchgesetzt. Durch Bewässerungsprojekte entlang der Flüsse Moulouya und Za hat sich die landwirtschaftlich nutzbare Fläche in den letzten Jahrzehnten des 20. Jahrhunderts mehr als verdoppelt. Durch die Neuschaffung der Provinz Taourirt (1999) ist die Bedeutung der Stadt gewachsen. Der nationale oder internationale Tourismus spielt keine Rolle im Wirtschaftsleben.

## Geschichte

Mauer der Kasbah

Wie in den meisten Berbergebieten Marokkos fehlen Aufzeichnungen zur Geschichte von Region und Stadt. Man weiß allerdings, dass der Alawiden-Sultan Moulay Ismail (reg. 1672–1727) im Jahr 1679 den Ort mit einer Festung (kasbah) ausgestattet hat.

## Sehenswürdigkeiten
Die ehemals am Stadtrand befindliche alte Festungsanlage (kasbah) ist von einer Stampflehmmauer mit vorspringenden Bastionen umgeben. Die zahlreichen Mauerlöcher entstanden durch eingefügte Holzbalken, auf denen beim Bau der Mauer oder bei Restaurierungen die sukzessive höher gesetzte Verschalung bzw. das Gerüst aufruht.
Im Jahr 2022 wurde die Kasbah in die Liste der nationalen historischen Denkmäler Marokkos aufgenommen. Somit ist jede Form von Veränderungen an der Bausubstanz ohne Einwilligung der zuständigen Stellen untersagt.